# Фонд прусского культурного наследия

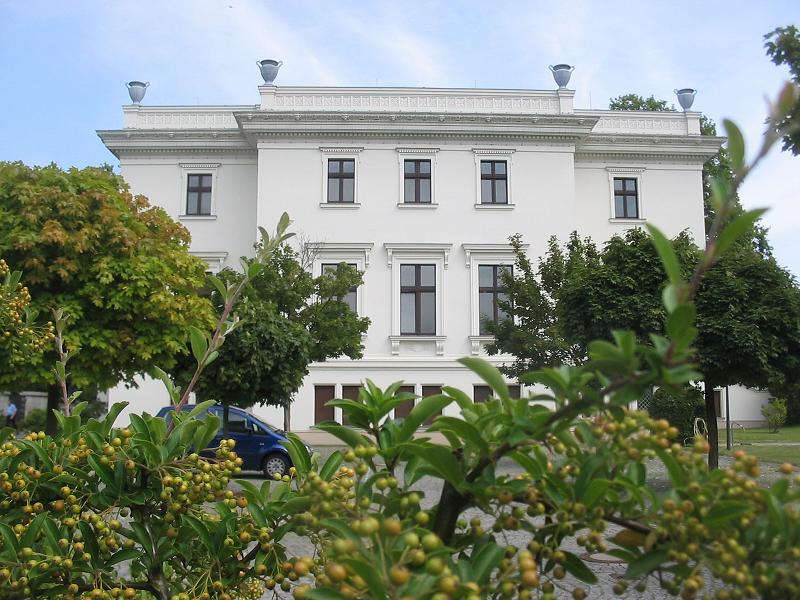
Здание Фонда прусского культурного наследия в берлинском районе Тиргартен

«Фонд прусского культурного наследия» (нем. Stiftung Preußischer Kulturbesitz) — фонд, зарегистрированный в соответствии с нормами публичного права и находящийся в подчинении государственного министра по делам культуры ФРГ. Относится к числу крупнейших учреждений культуры мира.
Фонд был учреждён 25 июля 1957 года федеральным законом ФРГ. Изначально перед ним была поставлена первоочередная задача сохранения и сбережения культурных ценностей, принадлежавших Пруссии. На основе собраний и архивов прусского государства возникло 17 государственных музеев Берлина, Государственная библиотека, Тайный архив и целый ряд научно-исследовательских учреждений.
После объединения Германии на фонд возложена задача объединения ранее разделённых собраний.
На 75 % Фонд финансируется из федеральных средств, 25 % средств предоставляются всеми землями. Расходы на содержание и эксплуатацию зданий на Музейном острове в настоящее время полностью покрываются из федеральных средств.
Фондом учреждена ежегодная премия имени Феликса Мендельсона-Бартольди, которой награждаются лучшие молодые музыканты, учащиеся в музыкальных школах Германии.

## Учреждения Фонда прусского культурного наследия
- Государственные музеи Берлина
- Государственная библиотека
- Тайный государственный архив прусского культурного наследия Архивная копия от 11 апреля 2019 на Wayback Machine («Прусский государственный архив»)
- Иберо-Американский институт (крупнейший научно-исследовательский институт Южной Америки за пределами континента)
- Государственный институт музыковедения
- Институт музееведения
- Фотоархив прусского культурного наследия